# Окуневська Ольга Іполітівна
Ольга Окуневська (3 вересня 1875, Яворів, Косівський район, Івано-Франківська область — 1960) — українська піаністка.

## Діяльність

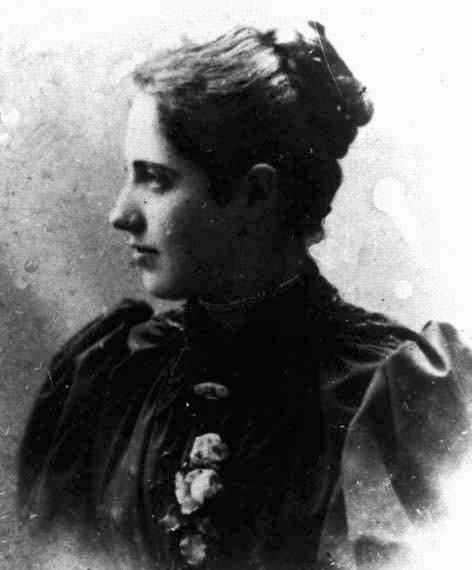
Ольга Окуневська, бл 1905 р.

Одна з перших популяризаторів творчості Миколи Лисенка в Галичині. У репертуарі Ольги Окуневської були твори таких композиторів як Василь Барвінський, Віктор Косенко, Людвиг ван Бетховен, Ференц Ліст, Петро Чайковський та інших. Акомпонувала Соломії Крушельницькій та М. Мещинському.

## Родина
Народилася в патріотичній священничій родині.
Прадіда Ольги Окуневської звали Окунем, а шляхетське закінчення додав дід Адам-Данило.
У сім'ї священника та лікаря о. Іполита Окуневського (1833—1902) та Теклі (доньки священника Івана Кобринського), крім Ольги, було 4 дітей:
- Теофіл Окуневський (нар. 1858) — український юрист, громадський і політичний діяч, посол до парламенту Австро-Угорщини та Галицького сейму
- Ярослав Окуневський (нар. 1860) — український громадський і військовий діяч, письменник, дійсний член НТШ, адмірал флоту Австро-Угорської імперії.
- Емілія Окуневська (нар. 1862) — дружина адвоката Михайла Дорундяка, померла молодою.
- Наталія Окуневська (нар. 1864) — активістка жіночого руху в Галичині, організованого Н. Кобринською, родичкою Окуневських по лінії матері

1875 року померла мати; дітей виховувала бабуся Ганна Кобринська. Діти росли в дружній, згуртованій атмосфері, їм змалку прищеплювали засади християнської моралі і національну свідомість.
Парафія у Радківцях була бідною, тож щоб забезпечити матеріально родину та вивчити дітей отець Іполит спочатку переїхав у с. Бросківці, а згодом став парохом (1869 — 1902) у Яворові поблизу Косова, де у його родині охоче гостювали Іван Франко, Михайло Коцюбинський, Леся Українка, Гнат Хоткевич, Ольга Кобилянська, Олександр Олесь та інші визначні діячі української культури.